# Phycitodes gallicella
Phycitodes gallicella is een vlinder uit de familie snuitmotten (Pyralidae). De wetenschappelijke naam is voor het eerst geldig gepubliceerd in 2002 door Leraut.
De soort komt voor in Europa.